# Goosnargh
Goosnargh är en ort och civil parish i Storbritannien.   Den ligger i grevskapet Lancashire och riksdelen England, i den centrala delen av landet, 300 km nordväst om huvudstaden London. Goosnargh ligger 72 meter över havet och antalet invånare är 1 574.
Terrängen runt Goosnargh är platt åt sydväst, men åt nordost är den kuperad.Runt Goosnargh är det tätbefolkat, med 819 invånare per kvadratkilometer. Närmaste större samhälle är Preston, 6,9 km söder om Goosnargh. Runt Goosnargh är det i huvudsak tätbebyggt.